# Bosingak
Bosingak es un gran pabellón campana en Jongno en Seúl, Corea del Sur. La campana en Bosingak da Jongno su nombre, que significa literalmente "calle campana." Fue construido originalmente en 1396, pero muchas veces destruido por la guerra y el fuego. Fue designado por el emperador Gojong Bosingak en 1895.
En la Dinastía Joseon, esta campana fue el centro del castillo. La campana fue golpeado en anunciar la apertura y cierre de las 4 puertas alrededor de Seúl. A las 4 de la mañana y las 10 de la campana fue golpeado 33 veces y las puertas se abren y se cierran, así que fue utilizado como una alarma de fuego. En los tiempos modernos, se toca la campana sólo a la medianoche en la víspera de Año Nuevo. Debido a la enorme cantidad de personas que asisten a esta ceremonia, los trenes en la Línea 1 del metro de Seúl no se detiene en la estación de Jonggak en la víspera de Año Nuevo.

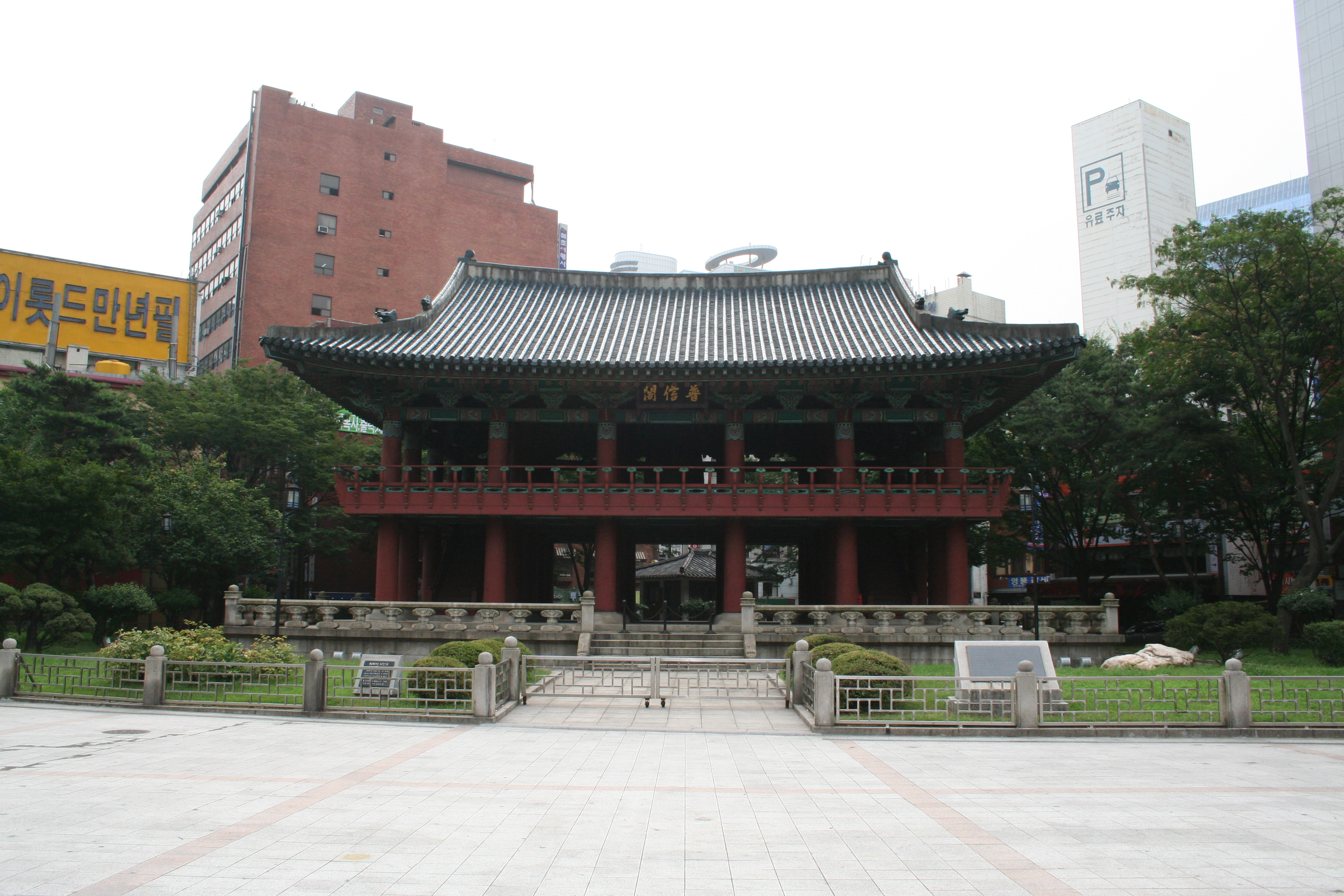
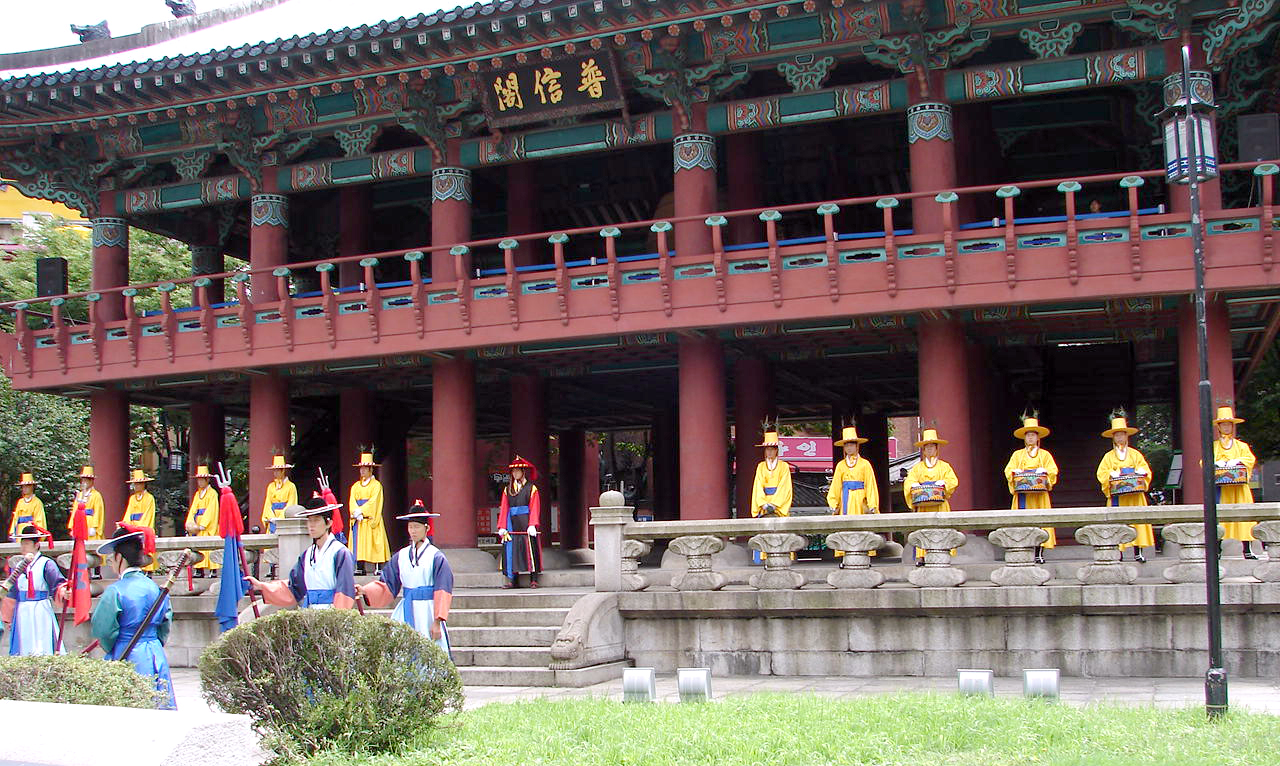
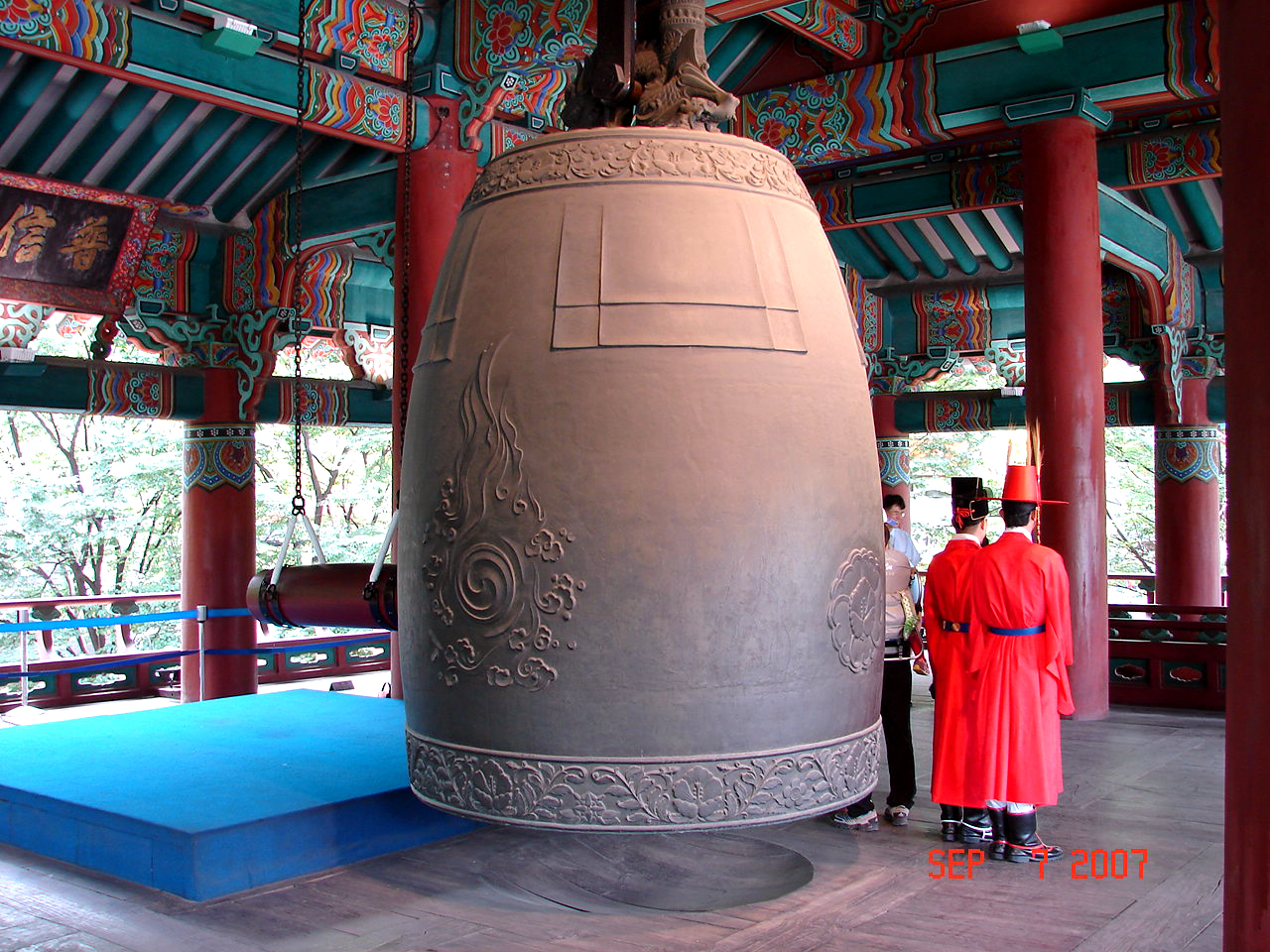